# Motešice
Motešice (Hongaars: Motesic) is een Slowaakse gemeente in de regio Trenčín, en maakt deel uit van het district Trenčín.
Motešice telt 798 inwoners.